# Fermeture (parapente)
Pour les articles homonymes, voir Fermeture.

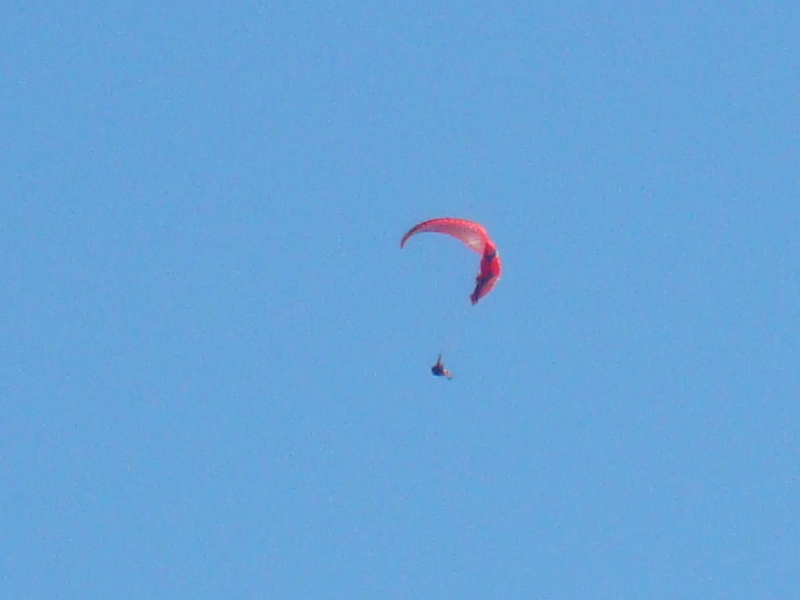
Fermeture asymétrique volontairement provoquée lors d'un stage SIV.

Une fermeture sur un parapente est une déformation soudaine du profil souple de l'aile résultant d'un angle d'incidence trop faible qui ne permet pas de maintenir la surpression interne. Cette fermeture peut se produire sur toute l'envergure de l'aile  ou sur une partie seulement. Si la fermeture n'affecte qu'un seul côté de l'aile, on parle d'une fermeture asymétrique, sinon on parle de fermeture frontale.

## Causes
Sur une aile souple tel qu'un parapente, la structure doit être mise en tension pour que l'aile ait la forme lui permettant de planer. Cette mise en tension est permise grâce à la surpression interne dans les caissons qui résulte du vent relatif soufflant sur les ouvertures du bord d'attaque. Si la direction du vent relatif par rapport à ces ouvertures ne permet plus à l'air de s’engouffrer dans la voilure et d'y maintenir cette surpression (ce qui arrive en cas de diminution excessive de l'angle d'incidence causé par une turbulence ou un important mouvement de tangage), ce vent relatif butant sur le bord d'attaque va provoquer un effondrement du profil de l'aile : le bord d'attaque se ferme et se replie sous l'intrados.

### Conséquences positives
Le fait que la fermeture soit un phénomène spécifique au parapente (du fait de sa voilure souple) peut parfois donner l'impression que cette pratique est plus dangereuse que le vol avec une aile rigide ou semi-rigide (deltaplane). Pourtant la fermeture peut-être considérée comme une réaction bénéfique à la turbulence car elle stoppe le mouvement de tangage lors d'une très forte abattée qui autrement pourrait mener à un tumbling (l'aile passant sous le pilote par l'avant). Elle empêche également les mouvements de roulis importants à la suite d'une rafale descendante sur une extrémité de l'aile : au lieu de provoquer du roulis, cette rafale va provoquer une fermeture en bout d'aile.

### Conséquences négatives
Cet incident de vol s'accompagne généralement d'une perte d'altitude avant le retour en vol normal, ce qui pose un problème évident si la marge d'altitude juste après l'incident est insuffisante pour entreprendre une manœuvre d'atterrissage.
Sur un parapente de type école, sortie d'école/progression ou loisir, une fermeture est presque toujours un incident bénin dont l'aile se sort d'elle-même sans action de pilotage et avec une perte d'altitude et un changement de cap faibles. Sauf à proximité immédiate du sol, du relief ou d'un autre aéronef il y a donc peu de danger. À proximité du relief, il est cependant toujours nécessaire de bien tenir son aile pour éviter la fermeture, et si elle se produit malgré tout, il est vital de maîtriser son cap pour éviter un retour à la pente.
Sur les ailes plus allongées, une fermeture même loin du sol peut avoir des conséquences plus sérieuses si le pilote ne maitrise pas la sortie de l'incident ou surpilote ce qui peut provoquer un enchainement d'autres incidents de vol. De plus si pendant la fermeture une partie de la voile s'est coincé dans le suspentage (cravate) elle peut empêcher la voile de revoler correctement : elle peut créer suffisamment de traînée pour provoquer une mise en virage parfois impossible à contrer.

## Comment éviter les fermetures
La solution la plus évidente est de ne pas voler si l'aérologie est turbulente, car plus l'air est turbulent plus la probabilité que l'aile se retrouve transitoirement dans une situation de sous-incidence est élevée. Ensuite il faut savoir reconnaître les signes avant coureurs de l'incident (mollissement d'une commande) et savoir réagir de manière adaptée (retrouver la tension en tirant brièvement sur la commande molle). Ceci implique d'être suffisamment à l'aise sous sa voile (apprendre le pilotage d'abord dans des conditions calmes) et suffisamment attentif pour reconnaître ces signes avant coureurs (ne pas voler dans un état de fatigue ou de maladie excessifs).
Une aile plus performante demandera généralement un niveau de pilotage plus avancé pour prévenir un incident de vol et surtout pour s'en sortir une fois qu'il s'est produit.

## Comment gérer une fermeture
L'essentiel est de maîtriser son cap pour que le changement de direction provoqué par la fermeture ne conduise pas à un retour à la pente ou à une collision avec un autre aéronef. Pour ne pas aggraver la mise en virage à la suite d'une fermeture asymétrique, il faut reporter son poids dans la sellette du côté opposé à la fermeture, en évitant de se laisser tomber du côté fermé. Pour cela il peut être utile de s'agripper au faisceau d'élévateurs du côté qui vole. Souvent ce report de poids suffit à régler le problème en maintenant le cap initial, sinon il est possible de rajouter un peu de freinage. Dans le cas contraire, le pilote peut essayer de résoudre le problème en reprenant le contact au frein du côté fermé (mouvement ample et bref). Si cela ne fonctionne pas du premier coup, c'est probablement une cravate, et continuer à pomper n'arrangera probablement rien, mais risque de distraire le pilote, et donc de lui faire perdre la maîtrise du cap.
Si l'aile n'est plus pilotable, et que le sol ou le relief est proche, il faut lancer le parachute de secours sans hésitation.
En cas de cravate, si l'aile reste pilotable, il faut tout d'abord maîtriser le cap. Bien que le pilote ait la chance d'être sous une voile pilotable, cela peut changer lorsqu'il commencera à tirer sur des suspentes. pour cette raison, le pilote doit s'occuper uniquement du cap tant qu'il est près du relief.  Ensuite, une fois loin du relief et des autres voiles, si l'altitude est suffisante, le pilote peut essayer de défaire la cravate en tirant sur la suspente de stabilo ou une des autres suspentes impliquées dans la fermeture. Si cette méthode ne fonctionne pas, le pilote peut selon les circonstances :
- essayer d'atterrir avec la cravate en faisant très attention à ne pas trop freiner, car avec la cravate et le freinage appliqué du côté opposé pour maintenir le cap, l'aile est proche d'une situation de sur-incidence et donc le décrochage n'est plus très loin ;
- décider que les conditions sont trop turbulentes et les risques d'une sortie du domaine de vol près du sol trop élevés, et donc préférer lancer le parachute (on rappelle que voler avec un parachute de secours nécessite de savoir s'en servir et savoir neutraliser l'aile pour éviter l'effet miroir) ;
- si l'altitude est suffisante et si le pilote maîtrise le décrochage, décrocher l'aile en espérant que la cravate va se défaire. Si cela échoue, réessayer ou lancer le parachute de secours.

Si l'aile est pilotable mais que l'altitude est faible, il est probablement préférable de se concentrer uniquement sur la trajectoire et l'atterrissage (ou arbrissage) sans tenter de résoudre la fermeture.